# Veliki Popović
Veliki Popović es un pueblo ubicado en la municipalidad de Despotovac, en el distrito de Pomoravlje, Serbia.

## Superficie
Posee una superficie de 14,97 kilómetros cuadrados.

## Demografía
Hasta 2011 la población era de 1254 habitantes, con una densidad de población de 83,76 habitantes por kilómetro cuadrado.